# Rumkale
Rumkale (Rum Kalesi „Römerfestung“ bzw. „Rhomäerfestung“, osmanisch روم قلعه سى Rum kalesi, İA Rūm ḳalʿesi, griechisch Ρωμαιων Κουλα, armenisch Հռոմկլայ Hromkla, arabisch قلعة الروم, DMG Qalʿat ar-Rūm, assyrisch Shitamrat) ist eine ruinierte Festungsstadt in der Südost-Türkei am oberen Euphrat 30 km nördlich von Birecik im Landkreis Yavuzeli (Provinz Gaziantep) etwa 40 km nordöstlich der Großstadt Gaziantep. Die ältesten erhaltenen Teile der Festung wurden von den Byzantinern (Rhomäern) errichtet; darauf ist wohl auch die Bezeichnung Rum Kalesi oder Rumkale, d. h. »Burg der Byzantiner (Rhomäer)« zurückführen.

## Lage und Erreichbarkeit

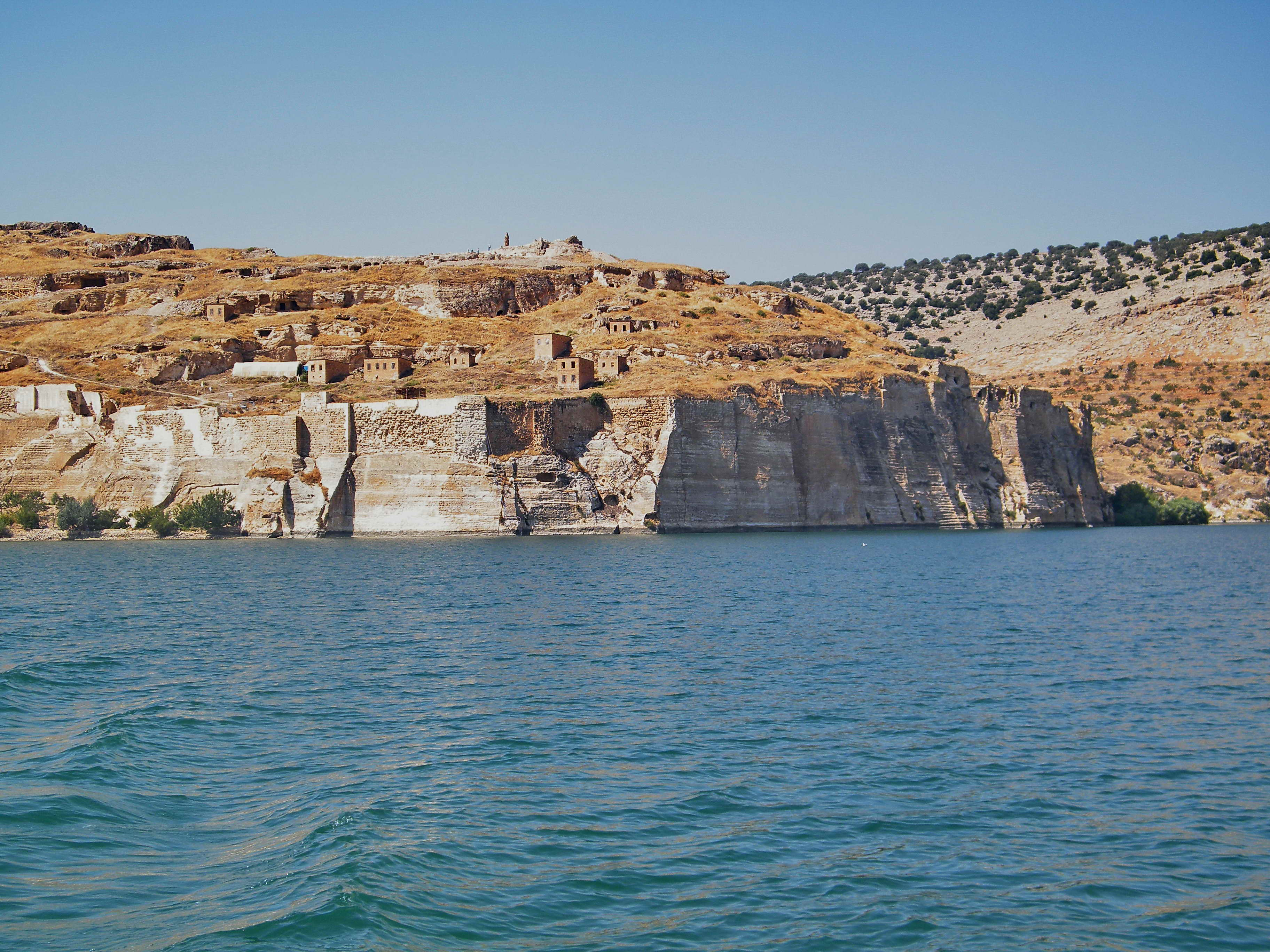
Blick auf die Ost- und Nordostfront der Burg der Festungsruine Rumkale 2011

Rumkale, auch unter den Bezeichnungen Kal-a Rhomayta, Hromklay, Ranculat, Kal-at al-Rum, Kal-at al-Muslim und Kale-i Zerrin (Goldene Burg) firmierende Burgstelle, liegt auf einem hohen spornartigen Felsplateau in Art einer schmalen Halbinsel über dem Westufer des langgestreckten Birecik-Stausees etwa 4 km nordwestlich gegenüber von Eski Halfeti (Alt Halfeti im Bezirk Halfeti, Provinz Şanlıurfa, ehemals Halfeti), wo das Tal des Merzimen Çayı (bei den Armeniern Barzeman, der Marsifan bzw. Marzeban bei Abulfeda) in den Euphrat mündet. Aufgrund seiner isolierten Lage ist der Ort nur über Halfeti (Yeni Halfeti/Neu Halfeti, Karaotlak) und Eski Halfeti oder von Yavuzeli (Gaziantep) aus zu erreichen. Der Transport zu Land erfolgt in der Regel von Urfa oder Gaziantep aus via Birecik bzw. Yavuzeli und dann mit Booten von Eski Halfeti bzw. Kasaba aus über den Birecik-Stausee. Anfang November 2021 wurde auf der Ostseite des Birecik-Stausees auf steilen Klippen gegenüber von Rumkale in Zusammenarbeit mit dem Gouvernement Gaziantep und der Metropolitan Municipality eine 270 m² große gläserne Aussichtsterrasse mit Blick auf den Euphrat und Rumkale eröffnet.

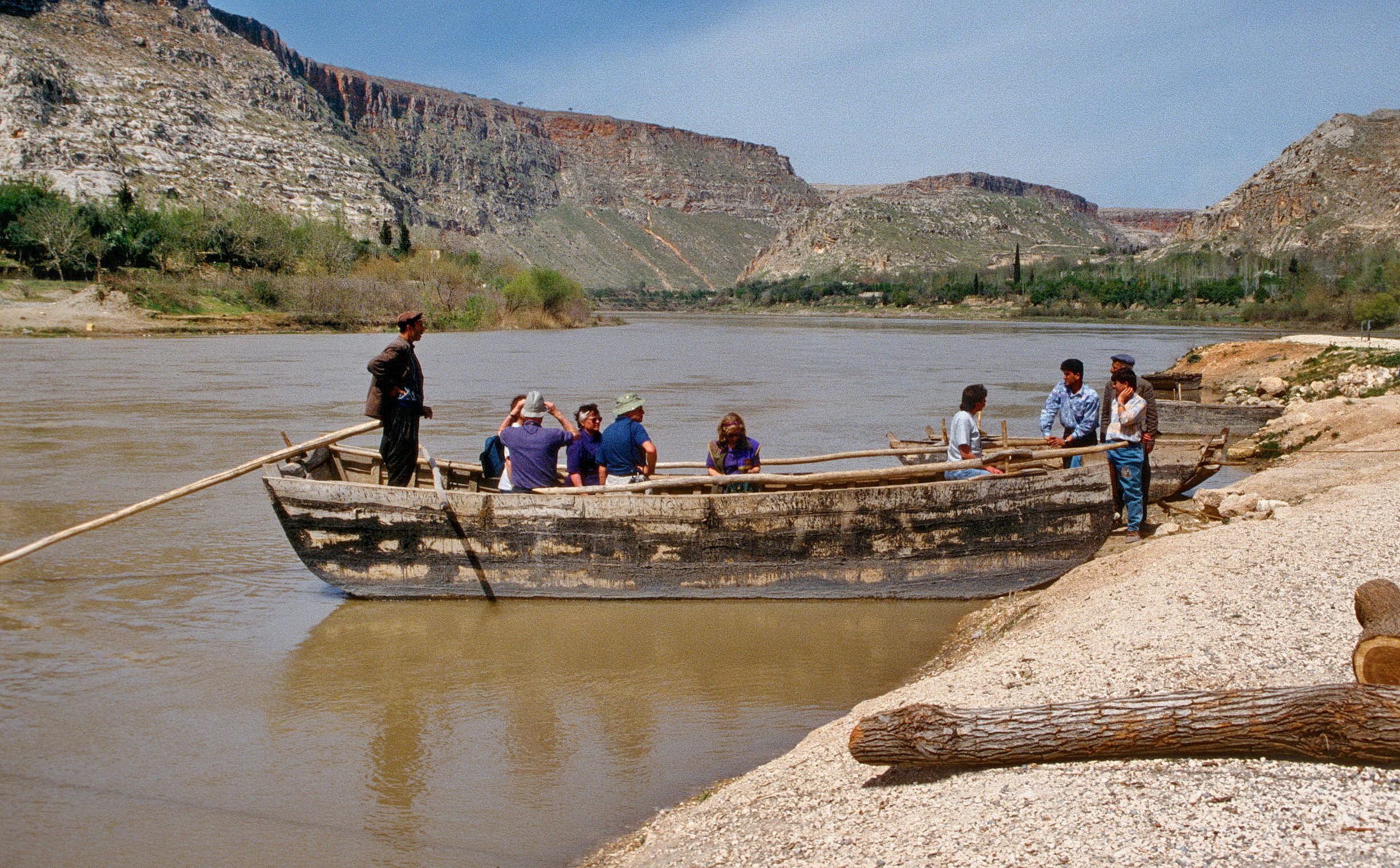
Noch in den 1990er Jahren war der Transport von Mensch, Tier und Waren auf dem Euphrat zwischen Halfeti und Rumkale mit den traditionellen Booten (Kelek) erfolgt, wie sie dort bereits im 19. Jahrhundert gebräuchlich waren.

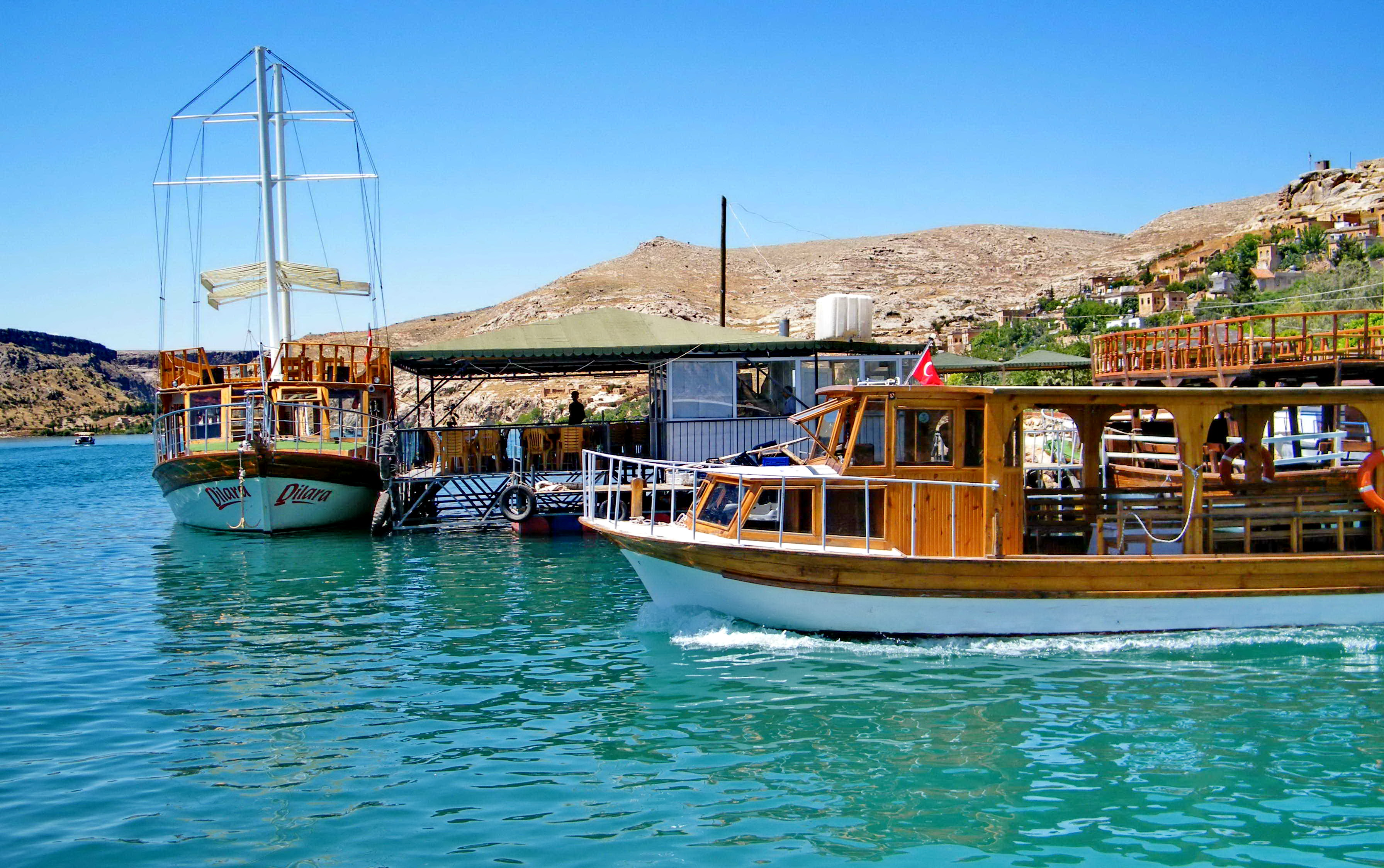
2010 erfolgte die Beförderung der Besucher von Eski Halfeti aus nach Rumkale mit kleinen wendigen modernen Ausflugsschiffen über den Birecik-Stausee.

Noch in den 1990er Jahren war der Transport von Mensch, Tier und Waren auf dem Euphrat zwischen Halfeti und Rumkale mit den traditionellen Booten (Kelek) erfolgt, wie sie dort bereits im 19. Jahrhundert nach Beschreibung der Archäologen Carl Humann und Otto Puchstein auf ihrer Reise im Auftrage der Königlich Preußischen Akademie der Wissenschaften zu Berlin gebräuchlich waren: „ein Kahn, ein merkwürdig unbeholfenes Ding, der vorne zum Einsteigen breit und offen ist und von zwei Leuten mit aller Kraft gerudert wird, und hinten hoch emporragend von einem dritten Manne vermittels eines über zwanzig Fuß langen Steuers gelenkt wird. Die Seitenwände sind hoch mit alten Brettern vernagelt. Solch ein Kahn fasst demnach acht Pferde und ein Dutzend Menschen. Bei der heftigen Strömung treibt er während des Übersetzens fast um die doppelte Flussbreite hinab und muss nachher am anderen Ufer wieder heraufgezogen werden“. 2010 erfolgte die Beförderung der Besucher von Eski Halfeti aus dann mit kleinen wendigen modernen Ausflugsschiffen über den Birecik-Stausee nach Rumkale.

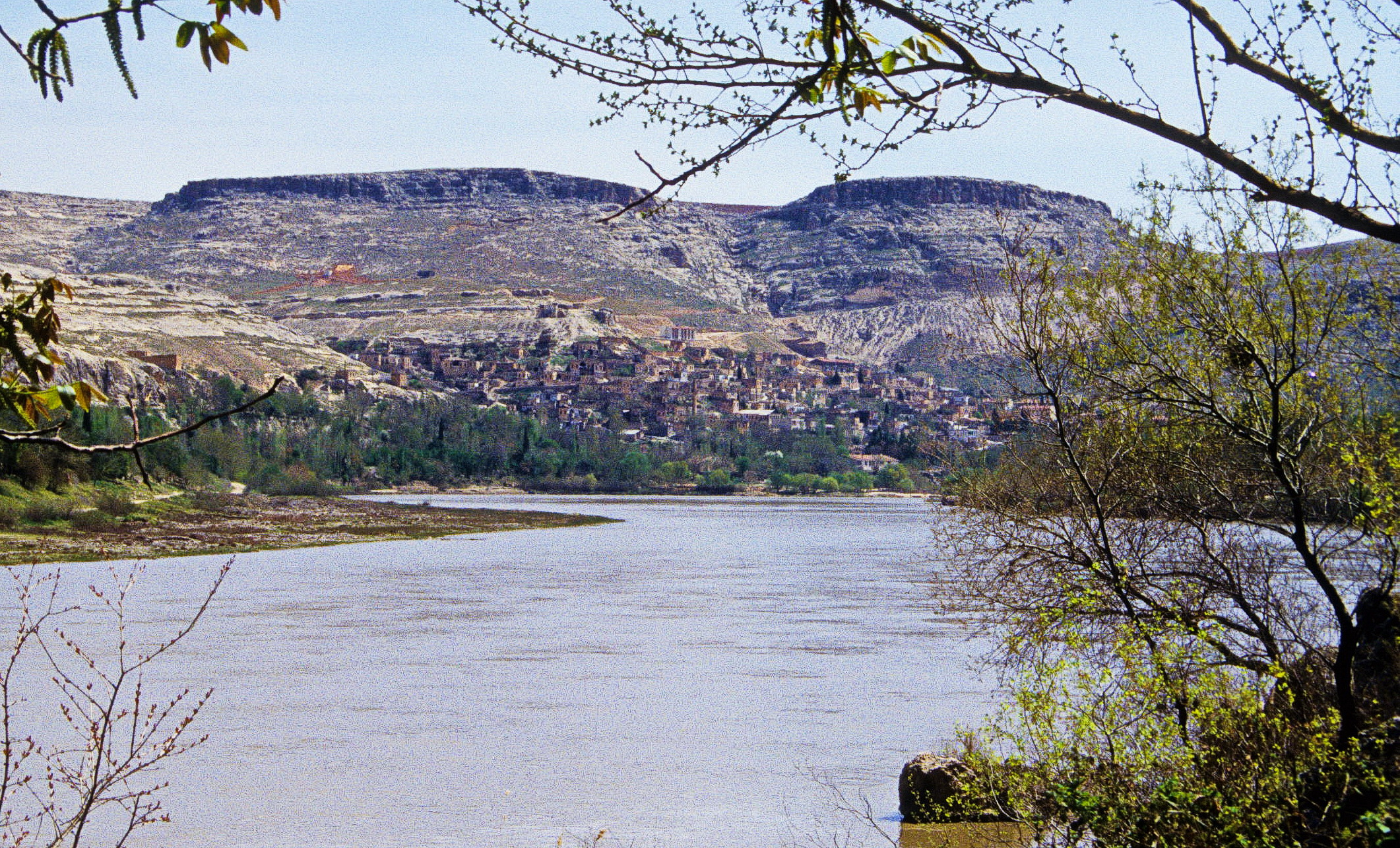
Blick von Westen über den Euphrat auf den Ort Halfeti (heute Eski Halfeti) 1992 vor der Flutung des Birecik-Stausees.

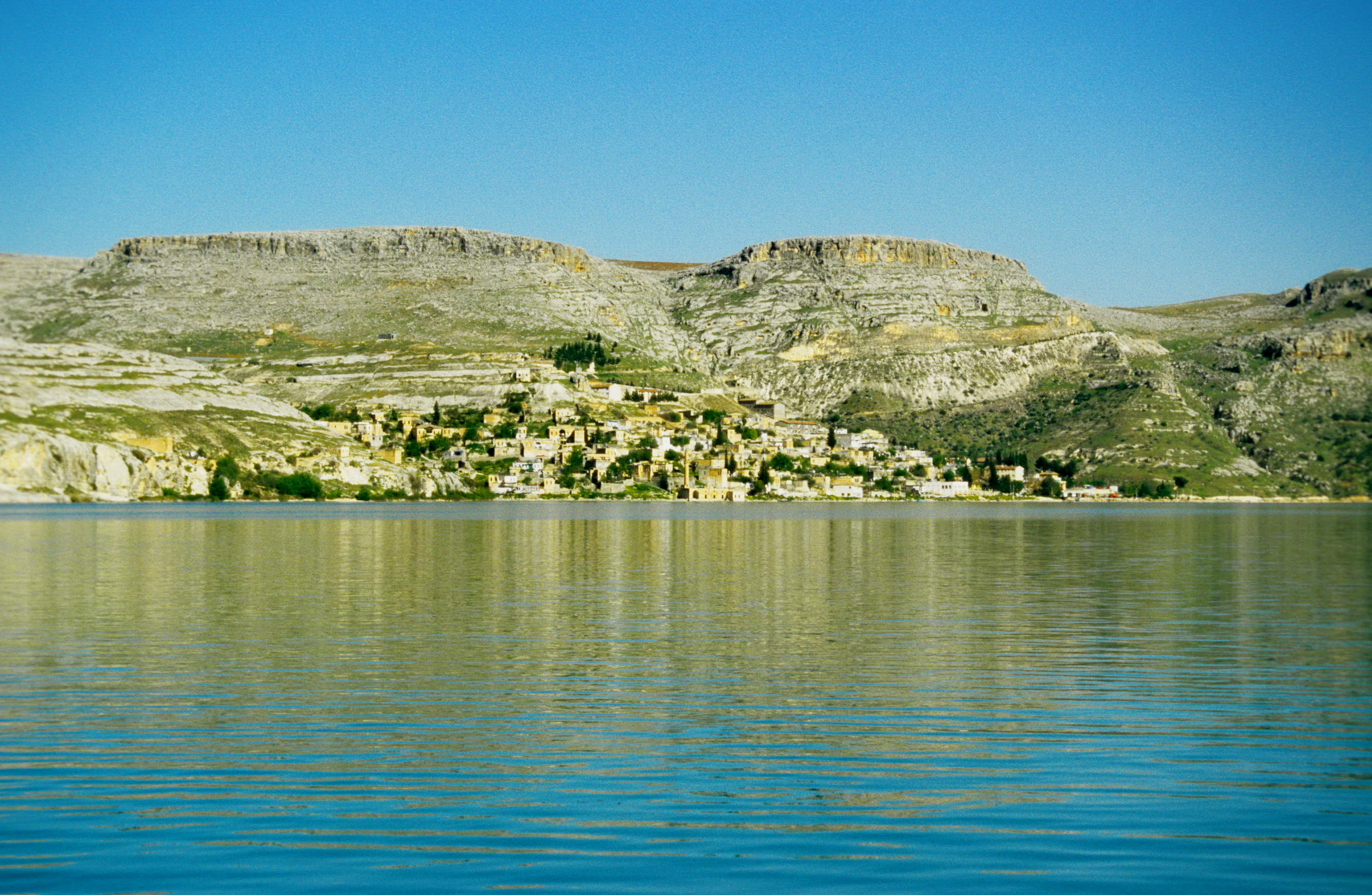
Blick von Westen über den Euphrat auf den Ort Halfeti (heute Eski Halfeti) 2004 nach der Flutung des Birecik-Stausees.

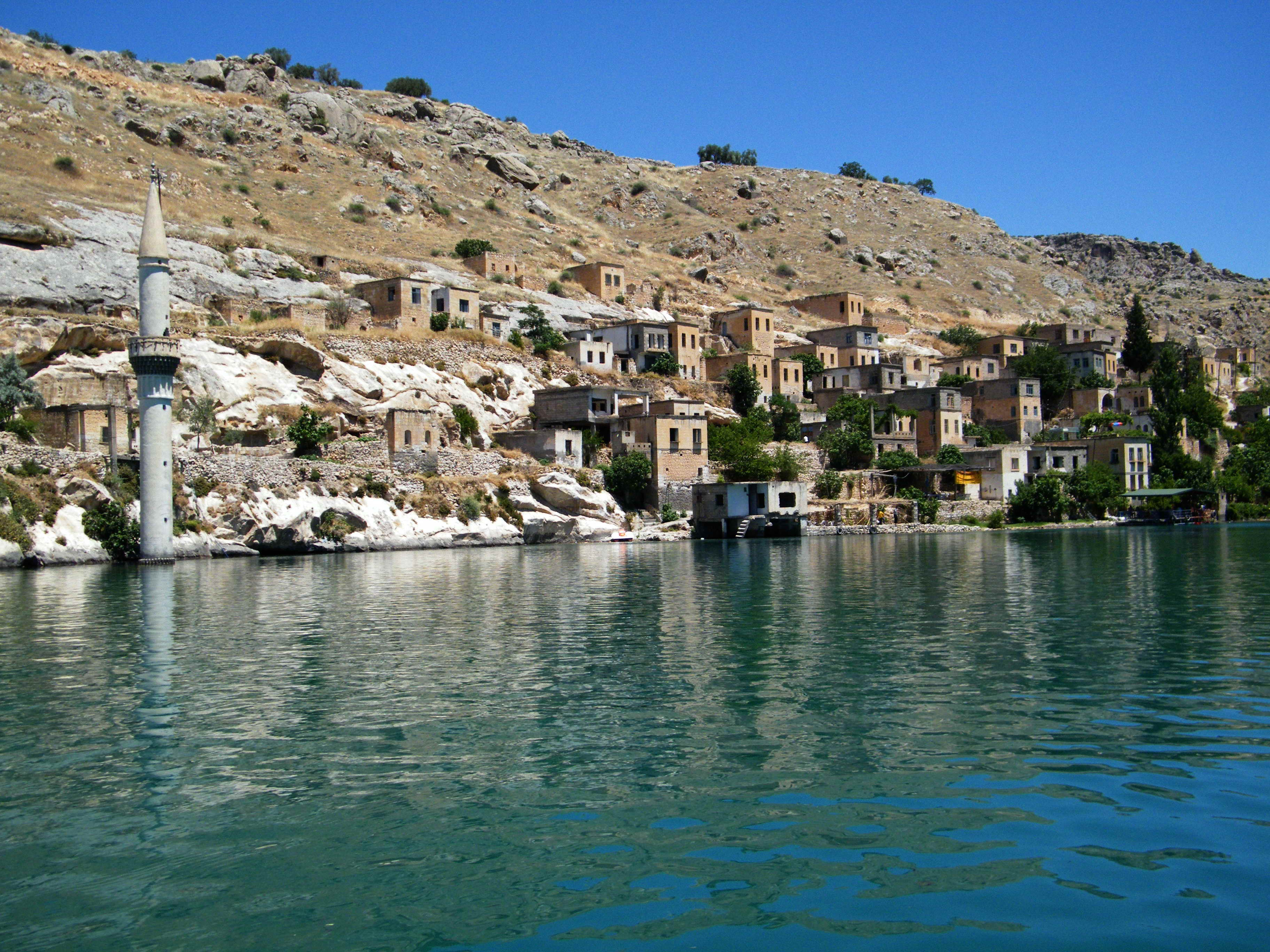
Blick auf den Ortsteil Savaşan der Kreisstadt Halfeti 2010 nördlich von Eski Halfeti nach der Flutung des Birecik-Stausees.

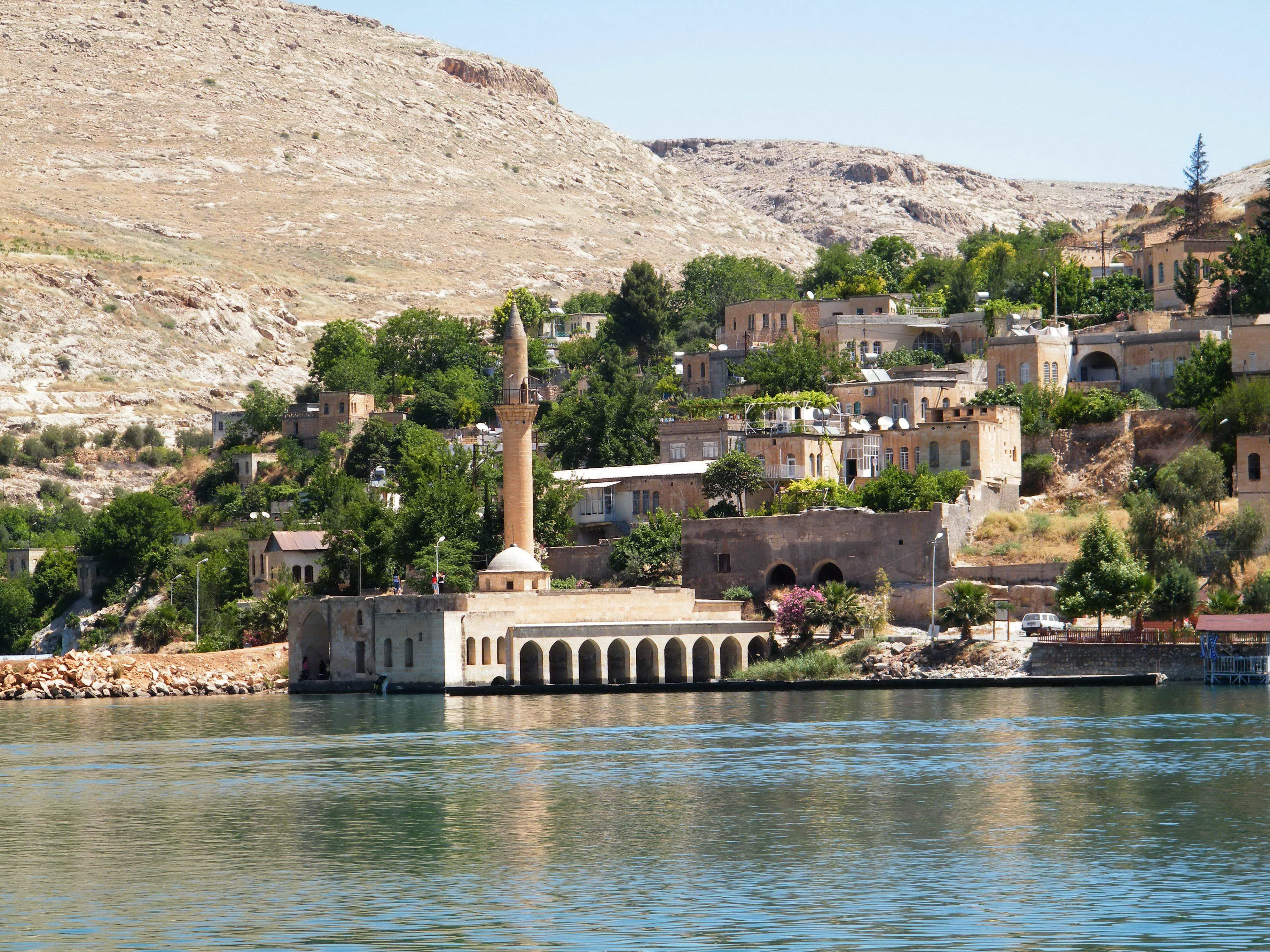
Blick auf die Hauptmoschee im Ortsteil Eski Halfeti der Kreisstadt Halfeti 2010 nach der Flutung des Birecik-Stausees.

Im Jahr 2000 nach dem Bau des Birecik-Staudamms waren der östliche Teil von Halfeti und Partien der ruinierten Festungsstadt Rumkale im Wasser versunken. Von diesem Zeitpunkt an wurde das Zentrum des Kreises in das Dorf Karaotlak östlich der alten Siedlung verlegt. Durch diesen Umzug war die Bevölkerung des alten Halfeti, bestehend aus den Ortsteilen Rüştiye, Savaşan (Beresül) und Şimaliye, noch weiter zurückgegangen, und einige der Häuser wurden nur noch in den Sommermonaten genutzt. Diese Siedlung Alt-Halfeti (Eski Halfeti) am linken Euphratufer wurde im Jahr 2002 zu einem archäologischen Ort erklärt. Es wurden Maßnahmen zum Schutz und zur Erhaltung des kulturellen Erbes ergriffen, nachdem die Häuser mit den durchgeführten Registrierungsverfahren unter Schutz genommen worden waren. Eski Halfeti wurde im Jahr 2013 vom Cittàslow International Committee zur „Slow City“ erklärt, was wiederum seinen Bekanntheitsgrad in der nationalen und internationalen Tourismusbranche steigerte.

## Zur Geschichte von Rumkale

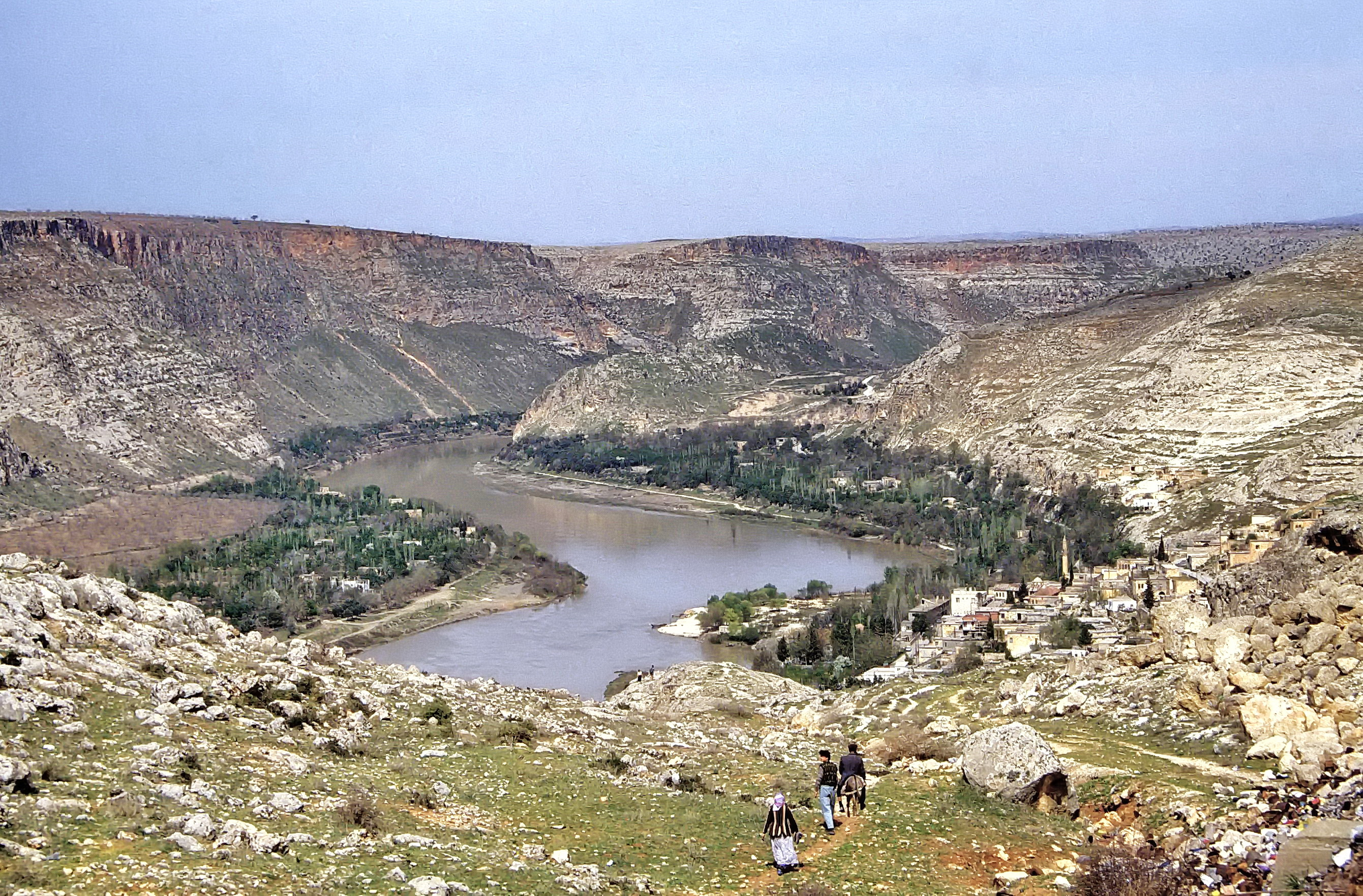
Blick nach Norden in das Euphrattal bei Eski Halfeti 1992 vor der Flutung des Birecik-Stausees.

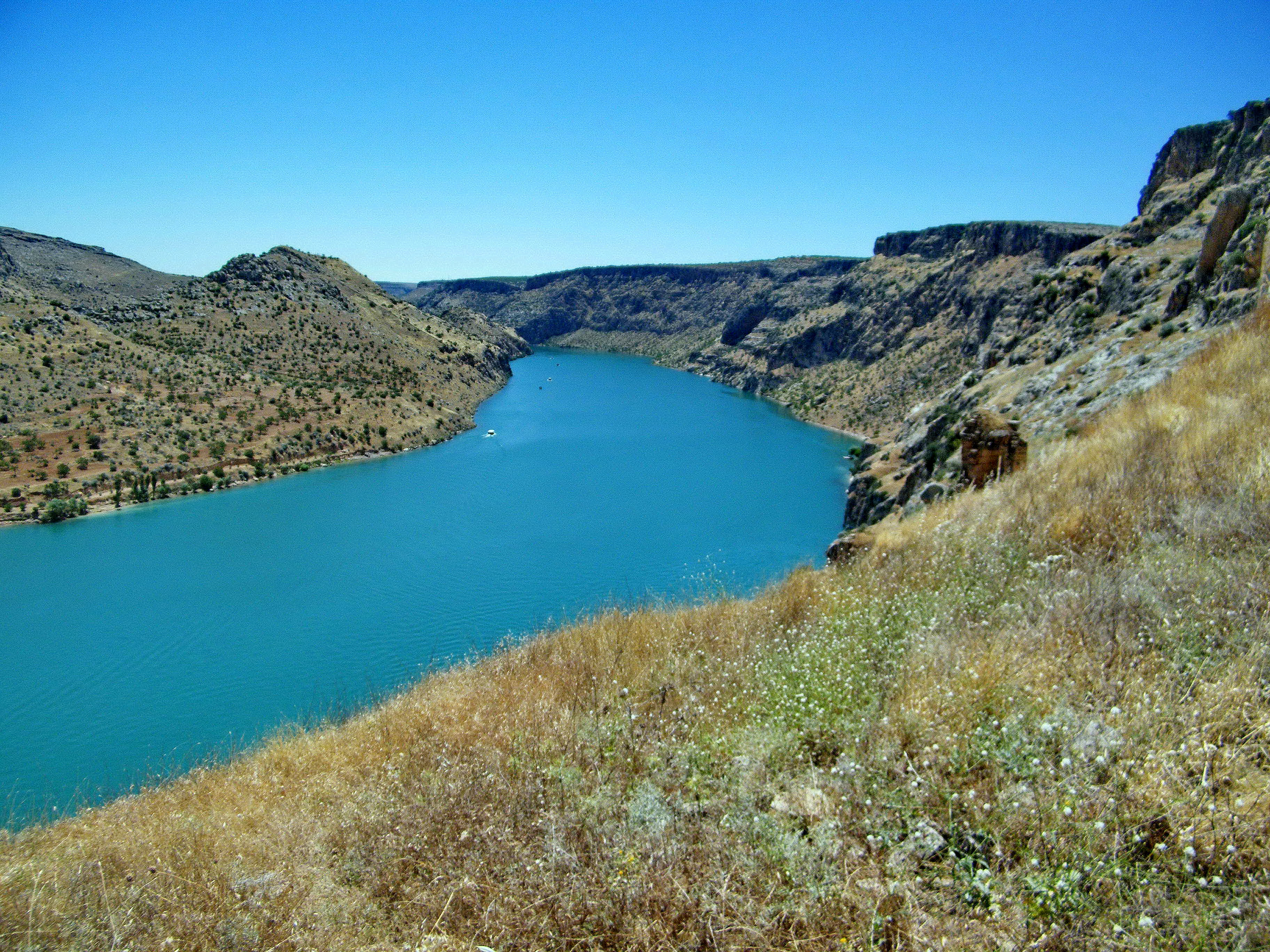
Blick nach Süden in das Euphrattal bei Eski Halfeti 2010 nach der Flutung des Birecik-Stausees.

Die Gründung der Stadt Rumkale geht auf die Proto-Hethiter im Jahr 1230 v. Chr. zurück. Es wird jedoch auch behauptet, dass die Stadt 855 v. Chr. vom assyrischen König Salmanasar gegründet wurde. Die Stadt ist im historischen Prozess in die Hände der Hethiter, Assyrer, Meder, Perser, Makedonier, Seleukiden und Parther übergegangen. Der Überlieferung nach soll Johannes, einer der Apostel Jesu Christi, Rumkale während der Römerzeit bewohnt und Kopien der Bibel in einem in den Fels gehauenen Raum angefertigt und eine Kopie der Bibel in einer Höhle in Rumkale aufbewahrt haben. Auch sollen Kopien von dort u. a. nach Beirut gebracht worden sein.
Urfa und Umgebung wurden bereits während der Herrschaft von Abū Hafs ʿUmar ibn al-Chattāb, dem zweiten islamischen Kalifen (634–644), von den Muslimen erobert, und damit vermutlich auch Rumkale. Anschließend ging es in die Hände der Umayyaden, Abbasiden, Seldschuken, Zengiden und Ayyubiden über. Allerdings blieb die Region Rumkale zunächst nicht auf Dauer unter muslimischer Herrschaft, da sich die armenische Vorherrschaft in der Region fortsetzen konnte. Nach dem Ersten Kreuzzug (1096–1099) entfernte Boudovin (Balduin 1098–1100) de Boulogne in Urfa und seiner Umgebung die islamischen Herrschaft und gründete 1098 in der Region die Kreuzfahrer-Grafschaft Edessa (Urfa). Balduin II. (1100–1118) nahm Rumkale dem armenischen Prinzen Gog Vasil im Jahr 1116 ab und gliederte es unter dem Namen „Ranculat“ in das Kreuzritterfürstentum Edessa (Urfa) ein.

### Als Sitz des Katholikos der Armenischen Kirche
Um 1150 verlegte Gregor III. Pahlawuni, der Katholikos der Armenischen Apostolischen Kirche, auf Einladung von Beatrice, Gattin des kriegsgefangenen Joscelin II. von Edessa, seinen Amtssitz von Tzvok nach Hromkla. Laut Bar Hebraeus vertrieb er 1151 den dortigen Kastellan Michael; er scheint die byzantinische Burg in Wahrheit gekauft und bei den Verhandlungen mit Beatrice den Kastellan übergangen zu haben. Gregor III. kaufte die Stadt dem damaligen Besitzer, dem Sohn des Franken Joscelin, des Grafen von Edessa, ab.
Von etwa 1150 bis 1292 war Hromkla der Amtssitz und die Grablege der Katholikoi der Armenier (anschließend Sis in Kilikien) und wurde mit drei Kirchen ausgestattet sowie zu einer nahezu uneinnehmbaren Festung ausgebaut. Hier residierte unter anderem der berühmte Katholikos Nerses IV. Schnorhali und fand dort seine letzte Ruhe. 1179 tagte in Hromkla ein Konzil über die Frage der Vereinigung der armenischen mit der byzantinischen Kirche. Zu den Teilnehmern gehörte auch der Katholikos der kaukasischen Albanier sowie Bischöfe aus Ostarmenien (Großarmenien), nicht jedoch die unionsfeindlichen Vorsteher der bedeutenden nordarmenischen Klöster Haghpat und Sanahin.
Häufig zu Gast in Hromkla war der Patriarch der syrisch-orthodoxen Kirche aus dem nahen Barsauma-Kloster. Der syrische Patriarch Ignatius II. David (1222–1252) ließ die gesamte Bibliothek jenes Klosters nach Hromkla überführen, darunter Originalhandschriften des Patriarchen Michael I. d. Gr. († 1199). Nach mehrjährigem Aufenthalt in Hromkla gestorben, wurde Ignatius David 1252 ebendort beigesetzt.
Als Leiter des Skriptoriums von Hromkla und einer der bekanntesten Vertreter der Schule von Hromkla wirkte etwa 1256 bis 1268 der berühmte Handschriften-Illuminator Toros Roslin.

### Unter dem Islam
Aus der Geschichte ist die Feste Rumkale bei den Syrern unter dem Namen Kalah Rumitha oder Kalat ol Rum (lat. Castellum Graecorum) bekannt, wie es der Zeitgenosse Gregorius Bar-Hebraeus nennt, als Hulagu Khan, der mongolische Eroberer, nachdem er im Jahre 1258 das Kalifat in Bagdad gestürzt hatte, bis hierher vorgedrungen war. Er gibt uns die sehr interessante Nachricht, dass dieser mongolische Sieger im Jahre 1259, als er seinen Eroberungszug gegen Syrien fortsetzte, zur Übersetzung seines gewaltige Heeres zu gleicher Zeit über den Euphrat an drei Stellen Brücken schlagen ließ: die eine zu Malatya, die zweite zu Kalat ol Rum (Rumkale) und die dritte an der damals von Muslimen am häufigsten begangenen Handelsstraße bei Kerkesia (Circesium am Khabur, das antike Zeugma). „Dies ist das einzige, ausdrückliche, uns bekannte historische Zeugnis von einer bei Rumkale geschlagenen Brücke. In der armenischen Geschichte wird derselbe Ort, den die Araber auch Kalat er Rum schreiben, Hrhomgla oder Hrhomglai, auch Gla horhomagan genannt, und im Vulgär-armenischen Urhum ghala, nämlich Urhum, das Schloß“. Reste sind allerdings nicht nachweisbar.
1260 eroberten die Mongolen unter Hulagu Khan Rumkale. Bereits 20 Jahre später, am 19. Mai 1280 versuchten die Mamluken unter den Kommandanten Beysari und Ayıntablı Hüsameddin mit ihrem Gefolge, Rumkale einzunehmen, konnten zwar die Stadt, aber nicht die gut gesicherte Burg erobern. Nach einer fünftägigen Plünderung und Zerstörung der armenischen Stadtviertel zogen sich Beysari und Ayıntablı Hüsameddin mit ihren Armeen zurück. 1292 bereitete sich der mamlukische Sultan erneut darauf vor, Rumkale einzunehmen, und unternahm zusammen mit dem Gouverneur von Hama, Melik Muzaffer, einen Feldzug gegen Rumkale. Nach einer harten Belagerung mit 33 Katapulten zwischen dem 26. Mai und dem 29. Juni 1292 eroberte die mamlukische Armee unter Sultan Melik el-Eşref die Festungsstadt. Dabei wurde der Ort von dem syrischen Regenten Sancar Uca aufgrund der Belagerung stark zerstört, auf Befehl von Sultan Melik Eşref allerdings wieder aufgebaut und „Kal'at el Müslimin“ genannt. Nach Hethum von Korykos nahmen die Eroberer Katholikos Stephan IV., Bischöfe, Vardapets, Priester sowie viele Christen gefangen, plünderten den Kirchenschatz und übergaben Bischofspalast und Kirchen von Hromkla vormals christlichen Apostaten. Stephan IV. wurde nach Ägypten verbracht, wo er nach einjähriger Gefangenschaft 1293 starb.
Hromkla blieb unter den Mamluken eine bedeutende Grenzfestung, die sogar ausgebaut wurde. Dabei wurde die Kathedrale des Katholikos in eine Moschee umgewandelt, und ein Basar entstand. Unter mamlukischer Herrschaft wurde der Ort zum Zufluchtsort von Untertanen, die sich der mamlukischen Verwaltung widersetzten, und Herrschern, die gegen den Sultan rebellierten. Tatsächlich fanden die aufständischen Mamluken-Kommandeure Çekem, Nevruz, Devadar Özbek und Demürtaş nach ihren erfolglosen Kämpfen Zuflucht in Rumkale. Aus diesem Grund gaben die mamlukischen Sultane der Grenzburg Rumkale größere Bedeutung und besichtigten Rumkale sogar selbst. Aus dieser Zeit unter den ägyptischen Sultanen stammen vermutlich manche der Bauten. 1401 ließ Timur Lenk u. a. auch Rumkalah zerstören. Danach verfiel der Ort offenbar für längere Zeit.

### Unter osmanischer Herrschaft
1516 unternahm Yavuz Sultan Selim eine Expedition in den Mamlukenstaat. Unterwegs richtete er sein Hauptquartier in der Nähe des Merzuman-Flusses (Merzimen Çayı) am Westrande von Rumkale ein. Yunus Bey, der mamlukische Gouverneur von Ayintab (Gaziantep), kam nach Rumkale und schwor Yavuz Sultan Selim die Treue. Am 24. August 1516, nachdem das Osmanische Reich die Mamluken im Mercidabık-Krieg besiegt hatte, kamen Rumkale, Ayıntab, Behisni (Besni) und Malatya unter die Herrschaft des Osmanischen Reiches. Nach diesem Prozess wurde Rumkale, das damit unter der Verwaltung des Osmanischen Reiches stand, als Kreis (Kaza) im Sandschak Birecik geführt, der während der Kanuni-Zeit (Sultanat von Süleyman I.) zur Provinz Aleppo gehörte. Allerdings wurde Rumkale in den Volkszählungsaufzeichnungen von 1523 als eigene Provinz verzeichnet. Die Verwaltungseinheit Nefs-i Rumkale bestand 1536 aus vier Kreisen mit den Namen Altuntaş (bei Araban), Kızılca, Rumlulu und Hacıhalil (bei Adıyaman). Unter diesen war das Viertel Rumlulu (Rumkale) mit 121 Haushalten das am stärksten frequentierte zentrale Viertel. 1584 war der Kreis Hacıhalil der Bezirk mit der höchsten Bevölkerungszahl. Die mit dem Rumkale-Distrikt verbundenen Nahiye (Amtsbezirke) waren Merzuman, Ank und Araban. Den Quellen zufolge erklärte Evliya Çelebi, dass Rumkale im 17. Jahrhundert eine solide Burg auf einem Hügel war, mit einer Moschee, einer Karawanserei, einem Hamam und einem kleinen Basar im Freien, und betonte die Fülle an Gärten und Früchten.
Im 19. Jahrhundert hatte der Bezirk Rumkale fünf Unterbezirke: Merzuman, Ank, Araban, Reşi und Baziki. Die Bevölkerung des Bezirks betrug insgesamt 22836 Bewohner, darunter 22272 Muslime (10757 Frauen, 11515 Männer) und 564 armenische Christen (273 Frauen, 291 Männer).
In osmanischer Zeit diente Rumkale unter anderem weiter als Staatsgefängnis und war später in Privatbesitz. Damals wurde eine Kirche im Norden durch einen Palast ersetzt. 1832 wurde Rumkale durch Ibrahim Pascha geschleift und ist seitdem dem Verfall preisgegeben.

### Rumkale als Staatsgefängnis
Bei derartigen Zwangs-Einweisungen in ein Staatsgefängnis, eine Bestrafungsmethode im Rahmen der Scharia und des Gewohnheitsrechts, wurden viele Menschen wegen Verbrechen ins „Exil“ geschickt, meist auf Inseln und in Regionen, in denen die geografischen Bedingungen nicht günstig waren. Abgesehen davon wurden schwer erreichbare Städte und abgelegene Burgen und Inseln bevorzugt. Rumkale war eine solche Siedlung, in der diese Exilpolitik betrieben wurde, weil sie abgelegen lag und man Schwierigkeiten in Bezug auf eine Flucht hatte. In greifbaren Dokumenten handelte es sich bei den meisten Verbannten in Rumkale um vorübergehende Verbannung. Einer der nach Rumkale verbrachten Personen war Beamter, einer war ein Nicht-Muslim und drei Personen waren „normale Leute“. Die Verbannten nach Rumkale kamen hauptsächlich aus der Region Aleppo. Rumkale war diesbezüglich ein Geheimtipp, da weit weg vom Zentrum der Provinz Aleppo. Das Osmanisches Reich hat diejenigen, die der Ordnung, der Innen- und Außenpolitik sowie der allgemeinen Sicherheit schadeten, zur Verbannung verurteilt, weil man befürchtet, dass die dem Staat so wichtige Ruhe und die Ordnung des Landes gestört würde.
So wurde z. B. Hafız Hasan Efendi, Angestellter des Handelsgerichts Urfa, für drei Monate am 4. Dezember 1861 nach Rumkale verbannt, weil er falsche Informationen verbreitete, die die Schuldeneintreibung störten, und andere Pflichten bedrohten. Darüber hinaus geht aus dem Satz „sich zu bessern im Vergleich zu einem Vorstrafenregister“ im entsprechenden Dokument hervor, dass Hafız Hasan Efendi bereits vorbestraft war, was ein wesentlicher Faktor für die Gründe für das Exil war, denn das mehrfache Lügen und Verbreiten von Unwahrheiten sorgten für Misstrauen und Unruhe in der Gesellschaft. Aus diesem Grund verhängte der osmanische Staat die Exilstrafe unmittelbar nach Eintreten eines solchen Ereignisses, insbesondere unter den Beamten. Darüber hinaus betrachtete das Osmanische Reich unhöfliche Verhaltensweisen wie Drohungen und Beschimpfungen im Rahmen von Tazir-Vergehen (Staatsverunglimpfung) und wendete Exilstrafen an.
Am 29. Ramadan 1276 (20. April 1860) kam es aufgrund von Mehlproblemen im Bezirk Bâbu'l Yezrib in Aleppo zu einem Zusammenstoß zwischen İbrahim bin El-Kudri und Ahmet bin El-Kudri vom Stamm der Bekare. Aufgrund dieses Streits wurden beide als Strafe dafür, dass sie das Volk falsch informiert und eingeschüchtert hatten, am 27. Mai 1860 für sechs Monate nach Rumkale verbannt. Der Satz „vorausgesetzt, sie werden nicht aus der Burg (Kale) geholt“ im entsprechenden Dokument besagt, dass İbrahim bin El-Kudri und Ahmet bin El-Kudri Festungshäftlinge wurden. Obwohl das Osmanische Reich seine nicht-muslimischen Untertanen im Allgemeinen mit Toleranz behandelte, verhängte es die Strafe des Exils auch gegen diejenigen Nicht-Muslime, die diese tolerante Behandlung missbrauchten, indem sie Streit anfingen, Unfug anrichteten und sich unmoralisch verhielten. So wurde Artin veled-i Aboş, ein in Ayıntab (Gaziantep) sesshafter Armenier, aufgrund von Arroganz und Grobheit am 31. Mai 1859 in Gewahrsam genommen und nach Rumkale verbracht.

### Richard Pocockes Beschreibung Mitte des 18. Jahrhunderts
Der englische Reiseschriftsteller Richard Pococke hatte Rumkale schon im Jahre 1737 besucht, als er von Aleppo über Aintab (Gaziantep) nach Urfa (Şanlıurfa) bei „Rumkalah“ über den Euphrat nach Mesopotamien hinüber setzte und auf dem Rückwege bald darauf etwas weiter abwärts über Bir (Birecik) nach Syrien zurückkehrte. Seine Eindrücke hat er wie folgt überliefert:
„Obgleich das Kasteel Romkala sehr zerstört ist, so verdienet es doch von Reisenden in Betrachtung gezogen zu werden. Vermutlich haben es die Griechischen Kaiser angelegt, und es kann seyn, daß es von denselben den Nahmen erhalten hat. Dieses Kasteel war vermuthlich in dem Lande Cyrrestica, wenn man nämlich voraus setzet, daß der Fluß, welcher hier in den Euphrat fällt, der Fluß Singas gewesen. Das Kasteel liegt an der mitternächtlichen Seite einer Kette von Bergen über dem Flusse. Der Berg ist hieselbst klein, und die Seite, auf welcher das Kasteel stehet, ist von den Bergen gen Mittag, durch einen außerordentlichen Graben, der in den Felsen gehauen, abgesondert. Man sagt, daß man vorgehabt habe, denselben so tief zu machen, daß eine Theil von dem Flusse Simeren in denselben fliessen, und den Ort zu einer Insel machen mögte, welches wohl nicht so viele Schwierigkeit als dasjenige, was geschehen ist, gemacht haben würde.

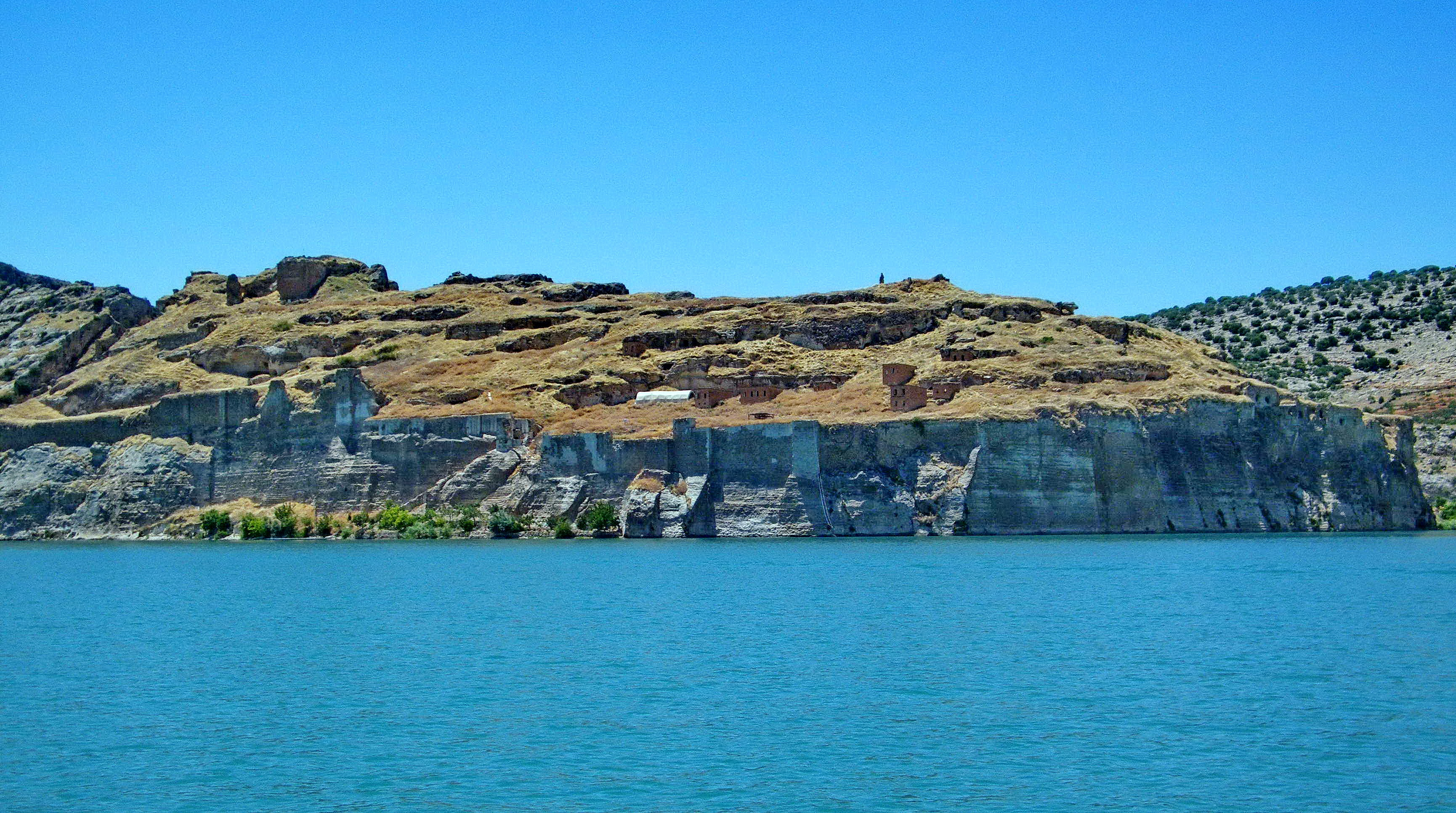
Blick von Osten auf das Siedlungsgebiet der ruinierten Festungsstadt Rumkale.

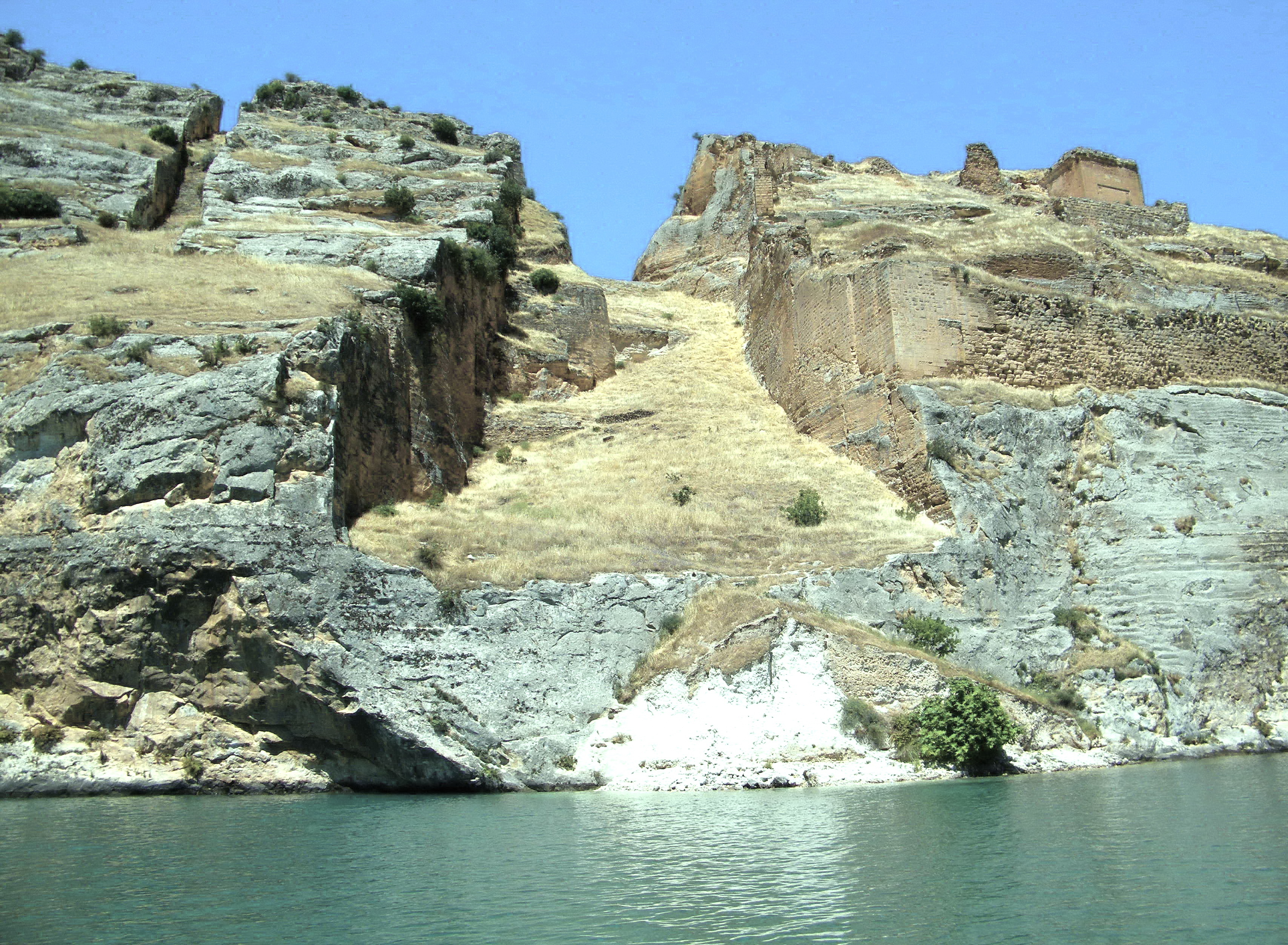
Blick auf den tiefen und breiten künstlichen Graben am Südende der Festungsstadt Rumkale, der ganz aus dem Felsen gemeißelt wurde, wo der Plateausporn mit dem Gebirge früher zusammengehangen hatte. Der Graben wird u. a. 1737 von Richard Pococke erwähnt.

Der Aufgang ist an der Abendseite, woselbst vier Terrassen übereinander in den Felsen gehauen sind. Zu einer ieden gehet ein Thorweg, wovon einige doppelt, einige ganz, einige nur zum Theil in den Felsen gehauen sind. Zu diesen Terrassen gehet ein guter Aufweg, und es gibt Stufen von einer zur anderen. Es ist auch hieselbst ein großer Aufgang innerhalb den Mauren des Kasteeles. Es sind zwei Kirchen in denselben. Die niedrigste scheinet am ältesten zu seyn, und bestehet aus drei Schiffen: das westliche Ende des mittleren Schiffes ist mit einem viereckigen Vorgiebel, und die eine Seite desselben mit einem halben Vorgiebel versehen. Hieraus kann man von der Griechischen Bauart urtheilen, und man glaubet, daß Palladio diese Bauart, von den Griechen geborget habe. Oben auf dem Berge sind einige alte sehr prächtige Gebäude, und eine kleine doch sehr prächtige Kirche nach Gothischem Geschmacke. Die Kirche wird zu gewißen Tagen von den benachbarten Christen häufig besuchet, und Der Nasite genennet, woraus man abnehmen kann, daß hieselbst vor Alters ein Kloster gestanden habe. Diese Kirche ist meist viereckig, und an einer iedweden Seite des hohen Altares sind zwei Kapellen. Der Aufgang ist eine Treppe die acht Stuffen auf einer iedweden Seite zu einem Ruheplatz hat. Unten an diesen Stuffen sind zwei grosse achteckige Pfeiler mit Gothischen Knäufen.
Eine andere Merkwürdigkeit des Kasteels ist der sehr grosse Brunnen, welcher nun meistens verstopfet ist. Man saget, daß der Boden desselben mit dem Bette des Euphrats wagerecht gewesen sey, von welchem er mit Wasser versehen wurde. Wenn der Fluß niedrig ist, siehet man noch einige Steine von dem Kanale, welcher das Wasser zu demselben führete, und es sind daselbst verschiedene Zugänge zu dem Flusse. Der Felsen gegen Nordt und Süden ist senkrecht gehauen, und eine Mauer darauf gesetzt. Das ganze Kasteel, welches gegen eine halbe Meile im Umfange hat, ist ein bäuerisches Werk von Quadern. Die Türken haben dahin grosse Herren ins Elend geschickt. Die in Ungnade gefallen. Als ich da war, wurde Jonas Cocia daselbst in gefängliche Verhaft gebracht, welcher Capitalnbassa oder Grosadmiral von der Türkischen Macht, und ein alter geschickter und versuchter Officier gewesen war.“

### Die Zerstörung von Rumkale
In den Jahren 1831–1832 führte der Woiwode (oberster Verwaltungsbeamter bzw. Befehlshaber, zumeist gebräuchlich in den osmanischen Gebieten des Balkan) von Rumkale, Bekirzade Mehmet Bey (Herr Mehmet, Sohn von Bekir), eine Rebellion in Rumkale an. Er vereinigte sich mit dem Rişvan-Stamm und zerstörte 1831 die Dörfer Birecik, Rumkale und Behisni (Besni) und fügte den Menschen Schaden zu. Um diese Zerstörung von Mehmet Bey zu stoppen, schickte der osmanische Staat Mehmed Pascha, den damaligen Gouverneur von Aleppo und Raqqa, gegen Mehmet Bey. Dieser suchte daraufhin 1832 beim Gouverneur von Damaskus Zuflucht. Der Gouverneur von Damaskus, Mehmet Pascha (nicht identisch mit dem Gouverneur von Aleppo und Raqqa), bat um Beendigung der Ereignisse, die sich in Damaskus in der Zeit ereigneten, nachdem Bekirzade Mehmet bei ihm Zuflucht gesucht hatte. Das Osmanische Reich begnadigte Bekirzade Mehmet unter der Bedingung, dass er Rumkale, Birecik und Behisni nie wieder betreten und den Schutz des Gouverneurs von Damaskus nicht verlassen würde. 1832, während der Revolte von Kavalalı Anfang des 19. Jahrhunderts beschoss İbrahim Pasha die Festung Rumkale mit Artillerie und verursachte großen Schaden an der Burg. Damals wurde die Festung durch Ibrahim Pascha geschleift und ist seitdem dem Verfall preisgegeben. Mitte des 19. Jahrhunderts brach ein Teil des Mauerwerks der Moschee zusammen. Moltke gab an, dass es bei seinem Besuch im Rumkale-Bezirk im Jahr 1838 etwa vierzig Häuser in der Burg gab, die in Trümmern lag, und die anderen Menschen ließen sich in der Stadt Halfeti am Ostufer des Euphrat nieder. Seitdem erscheint Halfeti als Kreiszentrum in den schriftliche Quellen. Schließlich wurde der Bezirk Rumkale (Halfeti) 1926 dem Bezirk Birecik untergeordnet, d. h. drei Jahre nach der Ausrufung der Republik wurde er von der Identität eines Bezirks auf den Status einer Gemeinde herabgesetzt. 1954 wurde die Landkreis-Identität wiederhergestellt und in den Status eines Kreises der Provinz Urfa (Şanlıurfa) überführt.

### Beschreibung der Ruinen von Rumkale im 19. Jahrhundert durch Graf Helmut von Moltke
„Bei Rum-kale ist es schwer zu sagen, wo der Fels aufhört und wo die Menschenarbeit anfängt. Zunächst hat man die Bergzunge, welche auf der einen Seite vom Frat (Euphrat), auf zwei andern von dem tiefen Thale des Marsifan-Bachs umschlossen ist, in einer Höhe von 40 bis 100 Fuß senkrecht abgeschnitten; auf dieser Wand erheben sich die Mauern aus demselben weißlichen Gestein an 60 Fuß hoch, mit Zinnen, Thürmen und Machicoulis (Maschikuli). Durch sechs Thore hinter einander windet sich der einzige Aufgang, um zu vierzig Häusern zu gelangen; alles andere sind Trümmerhaufen. Das Ganze sieht aus wie ein besonders faconnierter Fels, wie man sich ein großes Stück Kreide zuschneiden könnte.“

### Beschreibung der Ruinen von Rumkale im 19. Jahrhundert durch Carl Ritter
„Noch ehe man diese (stattliche Festung Rumkalah) erreicht, passiert man durch die tiefer liegende Stadt, die aber auch in den behauenen Fels hinein gebaut ist, dessen an sich weiches Gestein, sobald es nur der Luft ausgesetzt wird, wie der Malthastein erhärtete. Fast jährlich durch Erdbeben heimgesucht, ist es auf solchem Boden, auf dem die Stadt Rumkalah steht, schwer zu sagen, wo der Fels aufhörte und die Menschenarbeit anfange. Zunächst ist die Bergzunge, die auf der einen Seite vom Euphrat, auf zwei andern von der tiefen Kluft des Marsifan (Marsyas b. Plin.) umschlossen ist, 40 bis 100 F. hoch senkrecht abgeschnitten. Auf dieser Wand erheben sich die Mauern aus demselben weißlichen Kreide- oder Kalkstein an 60 F. hoch mit Zinnen und Türmen. Durch 6 Thore hintereinander windet sich der einzige Aufgang, um zu etwa 40 Häusern zu gelangen; alles andere sind Trümmerhaufen. Die Geschichte von Rumkalah zu kennen müßte interessant sein. In späterer Zeit war es der Sitz armenischer Priester, die hier ein prächtiges Kloster gründeten; die Zerstörungswuth hat davon nicht alle mächtigen Quadern ganz umwerfen können. Nur die schön ausgehauenen römischen Adler sind zum Theil abgekratzt, und die großen Säulen mit reichen Capitälen liegen am Boden. Später bemächtigte sich ein Dereh Bey des Schlosses; ein Kurdenfürst verdrängte ihn: Baba Pascha vertrieb diesen. Dann beschoß Mehmed Ali’s Sohn, Ibrahim Pascha, der Syrer, die Festung, und so fiel alles in Trümmer. Nur die stattlichen Mauern und der gewaltige Fels stehen noch heute, wie ihn die Römer sahen. Ein Brunnen der Armenier, 200 Fuß tief, ist ihrer römischen Vorgänger würdig; er ist weit genug, daß eine in den Fels gehauene Wendeltreppe in ihm sich beis auf das niveau des Euphrat hinabwindet, auf der Maultiere das Wasser hinauftragen. Die vierte Seite des Schlosses ist die gefährliche; hier (nämlich gegen Süd, nach Pocike) hängt der Fels mit einem Plateau zusammen, das ihn nahezu überhöht. Von diesem hat man es durch einen 80 Fuß tief eingehauenen Graben künstlich getrennt. Nach Pococke (siehe oben) soll es die Absicht gewesen sein, diesen Graben so sehr zu vertiefen, daß die Wasser des Marsifan hineingeleitet die Festung zu einer Insel gemacht haben würden. Wollte man Rumkalah zu einer wirklichen Festung machen, so müßte man nothwendig auf dieses Plateau hinauf, das nur an wenigen Puncten ersteigbar ist. Dies alte Römer-Castell hat aber heutzutag, in der unwegsamen Wüste, nicht mehr wie ehedem die strategische Bedeutung einer Feste, und gegen gewaltsamen Angriff ist es, selbst in seinem verfallenen Zustande, vollkommen gesichert. Die Beschießung kann ihm wenig schaden, da alle Häuser zum Theil, oder ganz, in den Fels gehöhlt sind. – So weit durch v. Moltke die erste umständlichere Schilderung dieses Ortes, der früher, seiner Natur nach, fast unbekannt geblieben war, weil keine größere Karawanenstraße hindurch ging.“

### Rumkale Ende des 19. Jahrhunderts nach Vital Cuinet und anderen
Ende des 19. Jahrhunderts übermittelte der französische Geograph und Orientalist Vital Cuinet in seiner Beschreibung der Türkei über den Verwaltungsbezirk Roum-Kalé folgende Informationen: Roum-Kalé war damals ein Landkreis (Kaza) im Sandschak Urfa. Es wurde begrenzt im Norden durch den Sandschak Malatya (im Vilayet Diyabakır), im Osten durch den Euphrat, im Osten vom Landkreis Urfa, im Süden durch den Landkreis Birecik und im Westen von denen Landkreisen Aïntab (Gaziantep) und Maraş (Kahramanmaraş). Er wurde von einem Kaimakam (Landrat) und einem Mudir (leitender Verwaltungsbeamter) verwaltet und bestand aus einem Nahiye (Amtsbezirk) und 180 sehr bevölkerungsreichen Dörfern. Hauptort des Landkreises Rou'm-Kale, zugleich Residenz des Kaimakam, Sitz der Verwaltungsabteilungen war die Kleinstadt (bourg) Halfeti am östlichen Euphratufer, also nicht mehr Rumkale. Seine Bevölkerung betrug 2000 Einwohner, darunter 1560 Muslime und 440 Christen. Die Bevölkerung des Landkreise lag bei 27696 Einwohnern, darunter 25677 Muslime (osmanische Türken, Kurden usw.) und 2019 Christen (Syrianis usw.).
Nach Bericht von Karl Humann und Otto Puchstein, die 1883 im Auftrage der Königlich Preußischen Akademie der Wissenschaften zu Berlin die Region bereisten, hatte Khalfete (Halfeti) vor zehn Jahren (also 1873) nur fünfzehn Hütten, jetzt hat es an dreihundert teils recht stattliche Häuser, und der Sitz des Kaimmakams war, wie ihnen schon in Aintab (Gaziantep) berichtet wurde, von dem fast ganz verödeten Rumkale hierher verlegt. Im Kreiszentrum kennt Cuinet kein nennenswertes antikes oder modernes Denkmal, kein öffentliches Gebäude. Die Zahl der Häuser in dieser Stadt ohne Industrie und ohne richtigen Handel, wo der Markt unter freiem Himmel abgehalten wird, betrug etwa 400. Man traf in der Nähe von Halfeti auf zwei alte Festungen, von denen eine „Roum-Kale“ (die römische Festung) dem Kreis seinen Namen gab; der andere „Altoun-Tach“ (Altın Taş, der goldene Stein) ist, ebenso wie der erste, eine alte Burg. Der im Wesentlichen landwirtschaftlich geprägte Landkreis von Roum-Kalé ist vor allem reich an Reben, die für die Herstellung guter Rotweine, Branntwein für den Gebrauch des Landes (Rakı) und für den Export großer Mengen von Rosinen sorgen. Man erntete viele Oliven, Pistazien und Feigen. Das Olivenöl aus der Region wurde sehr geschätzt.
Karl Humann und Otto Puchstein vermerkten, dass sich seit dem Besuch des Grafen von Moltke Anfang April 1838 in Rumkale wenig verändert hatte, nur die Hütten sind von vierzig auf sechs zusammengeschmolzen. Der von Moltke gleichfalls beschriebene mächtige weite an 200 Fuß tiefe Brunnen, in dem sich eine in den Fels gehauene Wendeltreppe hinabzieht, auf der Maultiere das Wasser herauftrugen, war teils verschüttet und trocken; die stattlichen Mauern und der stattliche Fels standen noch und werden noch manches Jahrhundert so stehen. Die verschiedenen Torgänge, durch die man kam, waren gewölbt, bald mit Tonnen-, bald mit Kreuzgewölbe. Eine Tür war in auffallend schöner Weise bedeckt. Auf dem Kamm stand eine Moschee, von einem großen gepflasterten Hofe umgeben, darunter lagen ältere Gewölbe, die wohl zu dem Kloster gehört haben, das armenische Mönche im elften Jahrhundert unter Bischof Nerses hier bauten. „Auf der höchsten Spitze lagen Säulen zu Häuf mit reichen Kapitellen, die einst einer armenischen Kirche angehörten“, die nach Q. Pococke damals, 1737, offenbar noch besser erhalten war. Jetzt, 1883, stand von dieser Kirche nach Osten zu noch der an dreißig Fuß hohe Unterbau; an der großen glatten Fläche desselben gab es keinerlei Inschriften, allerdings einen profilierten Rahmen, der zwei Schilder einfasste, die in ihrer unteren Hälfte mit reichen Blätter- und Rankenrelief offenbar nach byzantinischen Mustern geschmückt waren, während die obere Hälfte von je einem Kreuz ausgefüllt war, das bis auf die vier Enden abgemeißelt war. An anderen Stellen waren ganze Wohnungen aus den Felsen herausgearbeitet, indem man die Trennwände einfach aus dem Felsen stehen ließ. Die Ergebnisse gewaltigster Arbeit aber waren dort zu sehen, wo der Plateausporn mit dem Gebirge früher zusammengehangen hatte, von dem man ihn durch einen an 80 Fuß tiefen und an 40 Fuß breiten künstlichen Graben getrennt hatte, der ganz aus dem Felsen gemeißelt war. Römische Reste, sei es in Schrift, Architektur oder Skulptur, konnte man nirgends entdecken.

## Rezente Gebäudereste

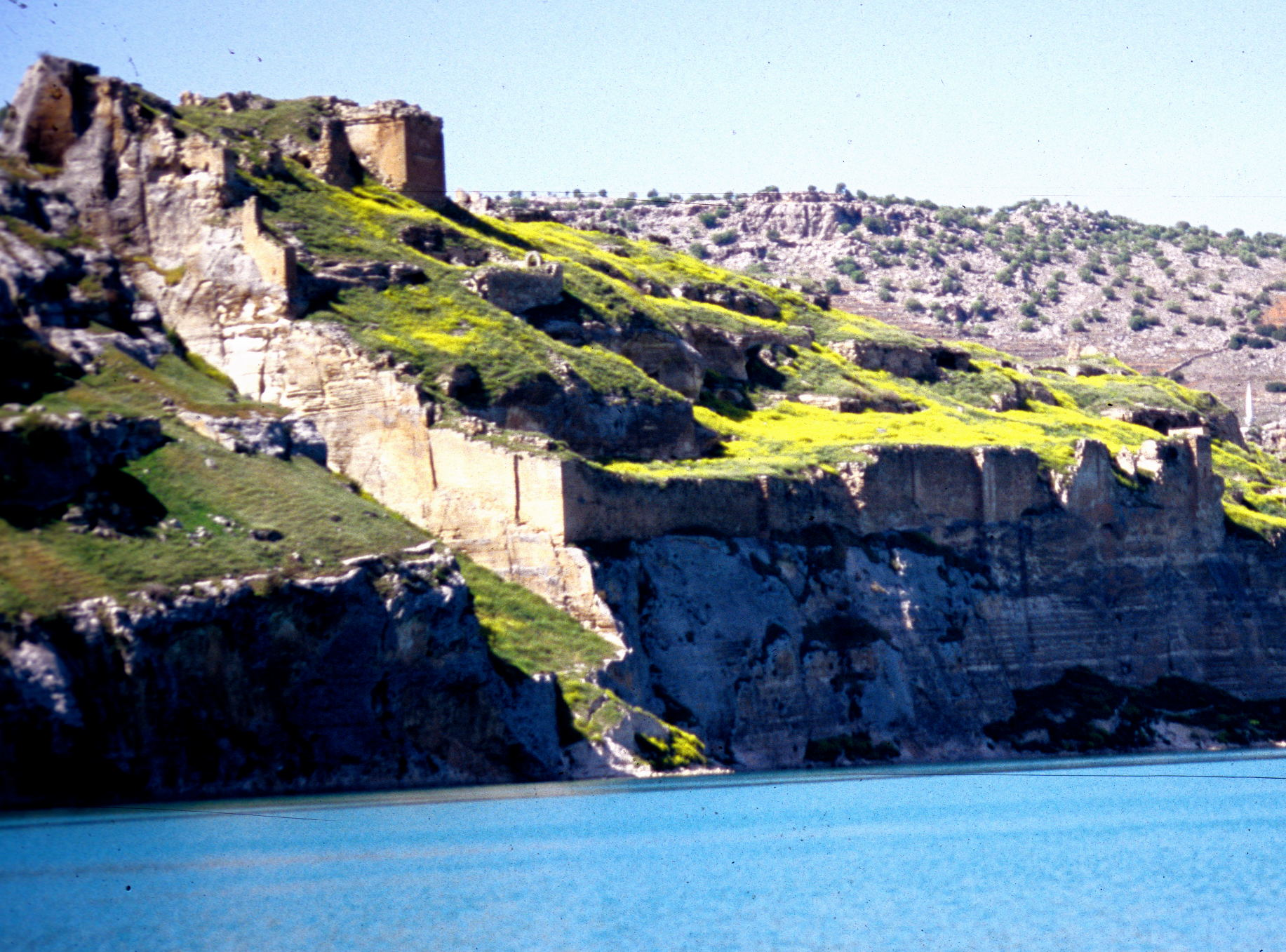
Blick auf die südöstliche Stadtmauer und die Reste der Nerses-Kirche (links oben) der ruinierten Festungsstadt Rumkale.

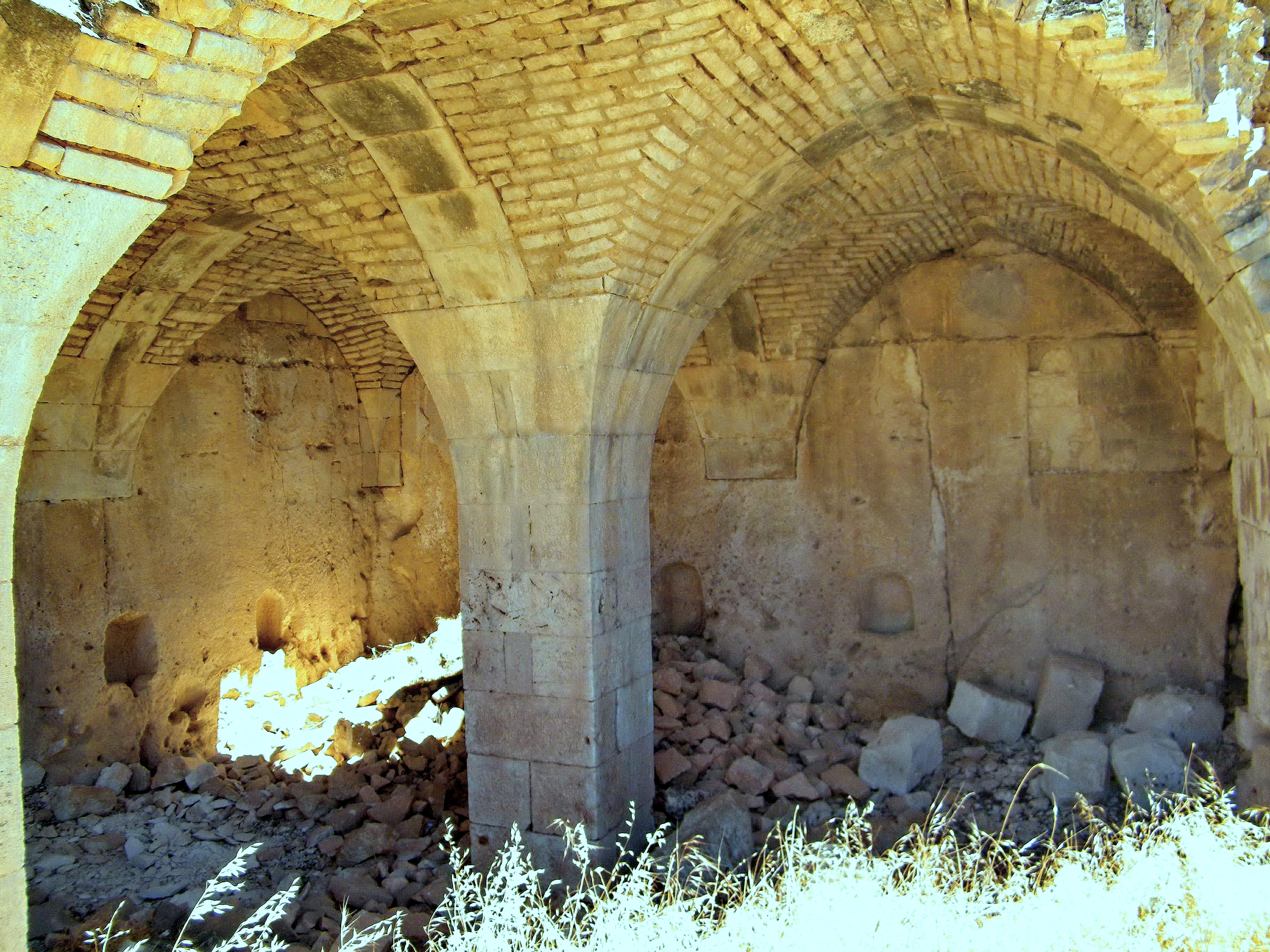
Blick in historische Pferdeställe neben Resten der Burg von Rumkale. In den Wänden erkennt man noch die eingelassenen Futterkrippen für die Tiere.

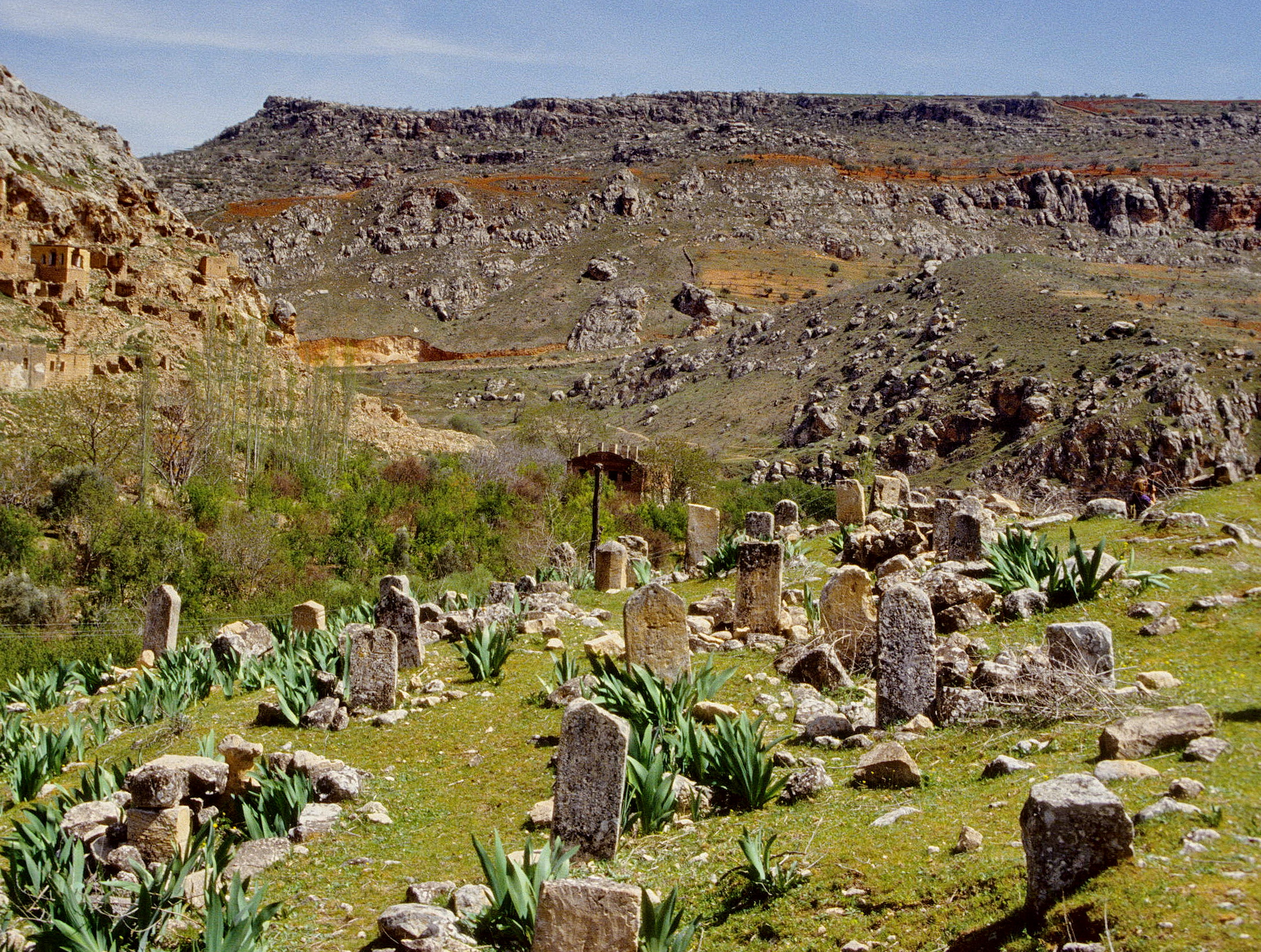
Blick auf den historischen Friedhof der ehemaligen Festungsstadt Rumkale.

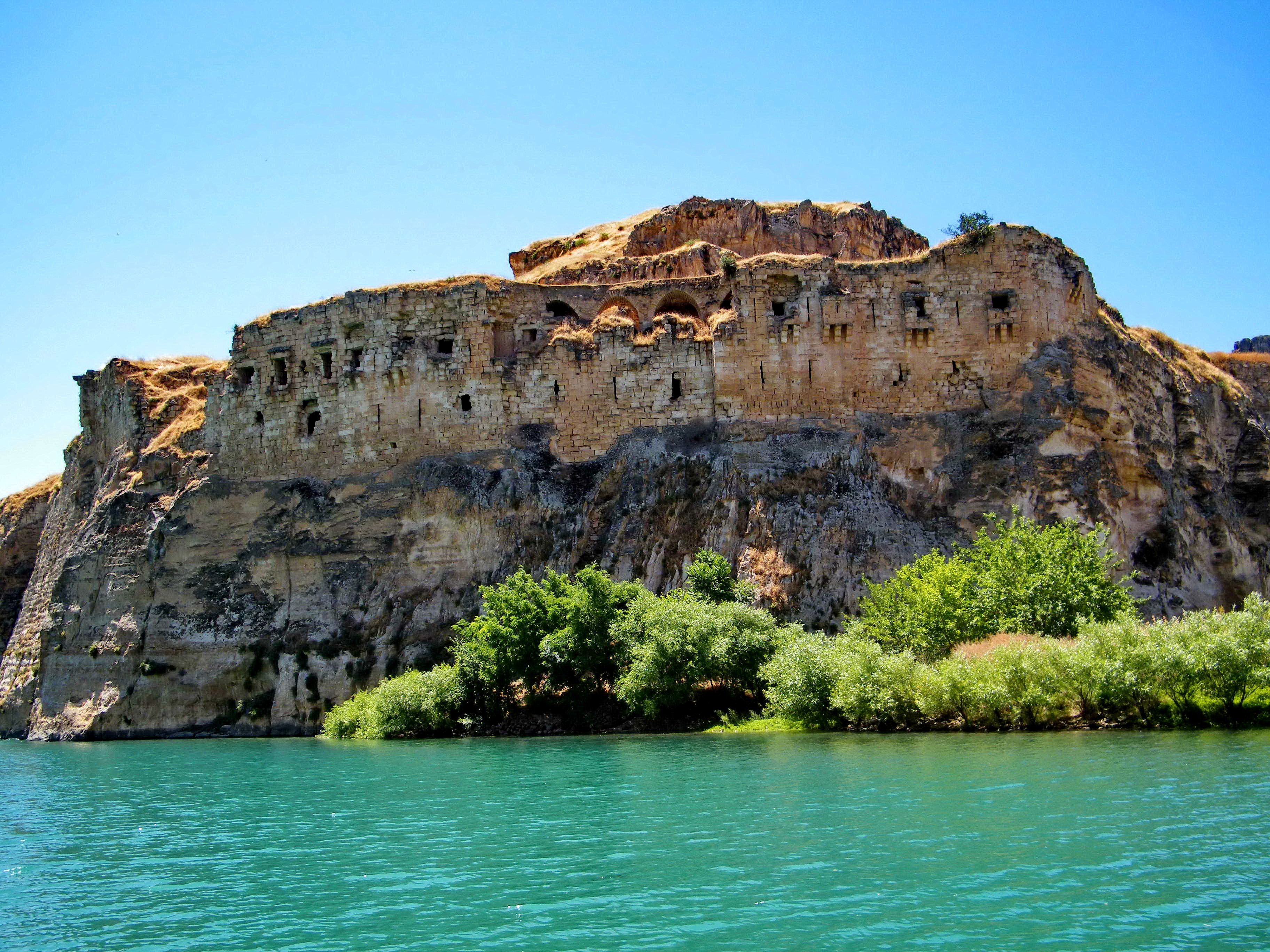
Nordöstliche Fassade der Burg von Rumkale vom Birecik-Stausee aus gesehen

Untere Teile der Anlage verschwanden Ende des 20. Jahrhunderts beim Bau des Birecik-Stausees. Zu den heute in der Burg sichtbaren Gebäuden bzw. sonstigen Relikten gehören die St. Nerses-Kirche, das Kloster Barshavma, zahlreiche Gebäuderuinen, Wasserzisternen, Brunnen und Gräben sowie ein historischer Friedhof. Der früheste Bau lässt sich nicht datieren, der Name deutet jedoch auf einen römischen oder, wahrscheinlicher, byzantinischen (rhomäischen) Vorgängerbau. Die ältesten erhaltenen Strukturen stammen aus dem frühen 12. Jahrhundert. Größere Umbauten fanden während der mamlukischen und osmanischen Herrschaft statt. Heute ist die Festung größtenteils zerstört und teilweise geflutet. Das Areal thront in etwa fünfzig Metern Höhe auf einer Landzunge, dort, wo der Merziman in den Euphrat fließt. Die Ruine ist von einer großen Wehrmauer umgeben; von Westen führte ein Weg über eine römische Brücke zur Burg, welcher mehrere Wachhäuser passiert, im Osten gibt es einen Treppenaufgang. Das größte Gebäude in der Ruine stellt eine Kirche aus der Mitte des 12. Jahrhunderts dar, welche im 13. Jahrhundert zu einer Moschee umgebaut wurde, die Mitte des 18. Jahrhunderts einstürzte. Im Norden gibt es außerdem die Reste eines Palastes aus osmanischer Zeit. Als Vorgängerbau wird eine Kirche angenommen. Am Nordhang existieren die Überreste von Behausungen.

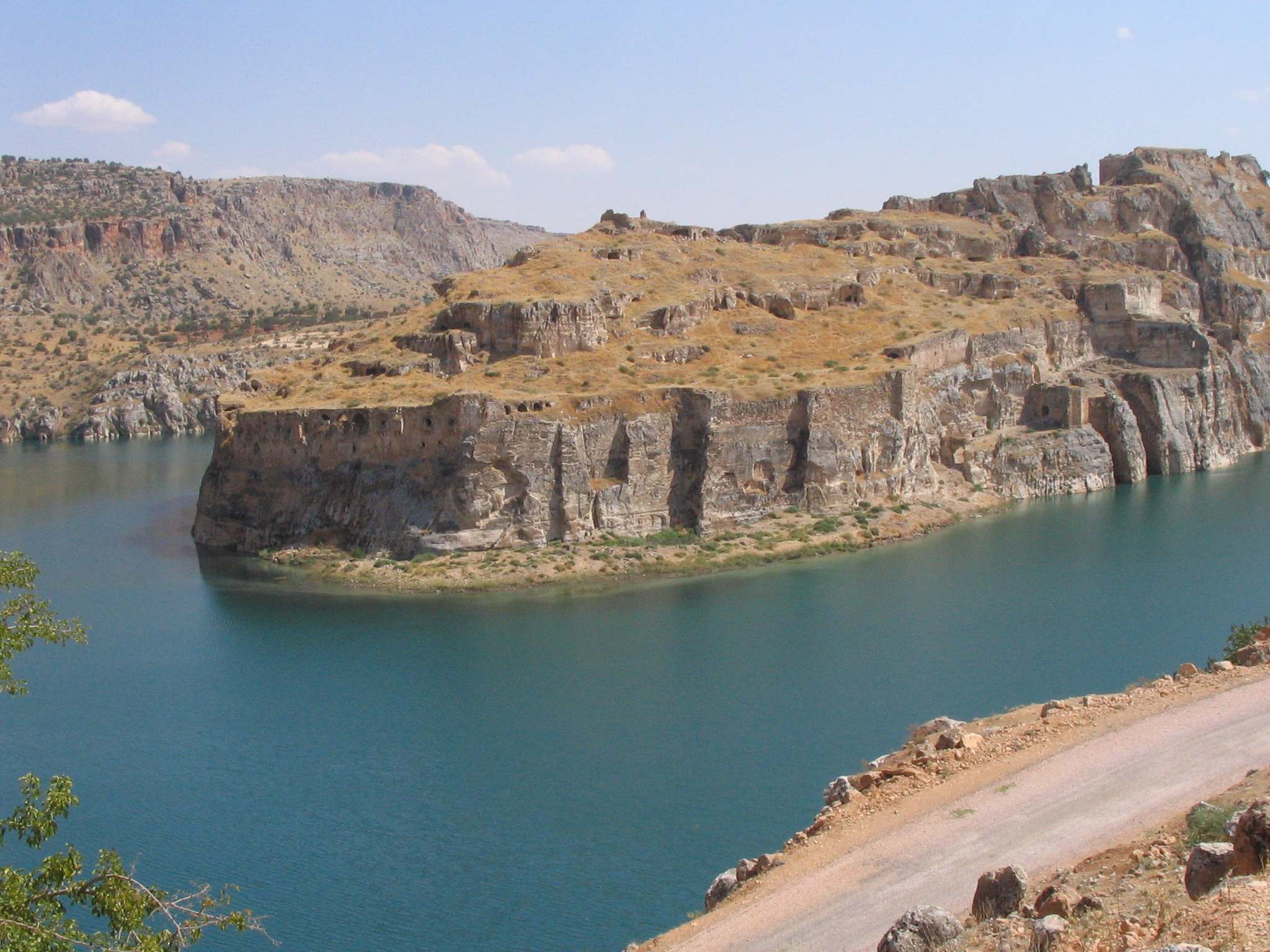
Rum Kalesi, an der Mündung des Merziman in den Euphrat